# 馬屋古女王
馬屋古女王（？—？）日本飛鳥時代皇族，聖德太子與膳部菩岐岐美郎女的第四个王女（第八個孩子）。《上宮記》稱其為馬屋女王。
聖德太子大約在推古天皇六年（598年）與膳部菩岐岐美郎女成婚，馬屋古女王作為第八個孩子，其誕生年應不早於610年。